# 장홍렬
장홍렬(張洪烈, 1935년 ~ 2024년 8월 20일)은 대한민국의 제13대 조달청장을 역임한 공무원이다. 본관은 부안이다.

## 생애
육군사관학교 14기로  임관하여 훗날 육본관리참모부장을 거쳐 1987년 4월부터 2년간 국방부 조달본부장으로 재직했다. 1989년 4월 30일, 육군 중장 예편하였으며 1989년 7월 21일부터 1993년 3월 3일까지 제13대 조달청장을 역임했다.